# Степанов, Афанасий Егорович
Афана́сий Его́рович Степа́нов (1920 год, II Морукский наслег, Мегино-Кангаласский улус, Вилюйский округ, Якутская область — 1956 год, Якутская АССР) — коневод, заведующий коневодческой фермой колхоза «Комбайн» Мегино-Кангаласского района, Якутская АССР. Герой Социалистического Труда (1948).
Родился в 1890 году в семье потомственного животновода во II Морукском наслеге.
С 1941 года — табунщик и с 1942 года — заведующий коневодческой фермы колхоза «Комбайн» Мегино-Кангаласского района. Применял передовой опыт присмотра за зимней тебенёвкой, разделяя табун на несколько частей.
За период с 1945 по 1949 год коневодческая ферма вырастила 121 жеребёнка от 26 кобыл. За получение в 1947 году высокой продуктивности животноводства удостоен звания Героя Социалистического Труда указом Президиума Верховного Совета СССР от 5 августа 1948 года с вручением ордена Ленина и золотой медали «Серп и Молот».
Скончался в 1956 году.